# Rue Paul-Janet (Strasbourg)
Pour les articles homonymes, voir Rue Paul-Janet.
La rue Paul-Janet est une voie de Strasbourg située dans le quartier de la Krutenau. 

## Situation et accès
Dans le prolongement de la rue de la Manufacture-des-Tabacs, elle va de la rue des Poules à l'intersection de la rue de l'Abreuvoir et de la rue des Balayeurs, débouchant alors sur la place du Foin.
Aux deux-tiers du tracé, elle est rejointe par la rue Fritz depuis l'ouest.

## Histoire et origine du nom
Dès 1427 et 1466 la voie est nommée Vihegasse (rue des Bestiaux), une appellation qu'elle partageait alors avec des rues voisines, telles que la Hennengasse (rue des Poules), la Dielegasse (rue des Planches) ou la rue des Balayeurs.
Cependant la « rue des Bestiaux » a également désigné la rue d'Austerlitz dès la fin du XIVe siècle. Cette dernière a parfois été appelée « kleine Viehgasse » pour éviter la confusion.

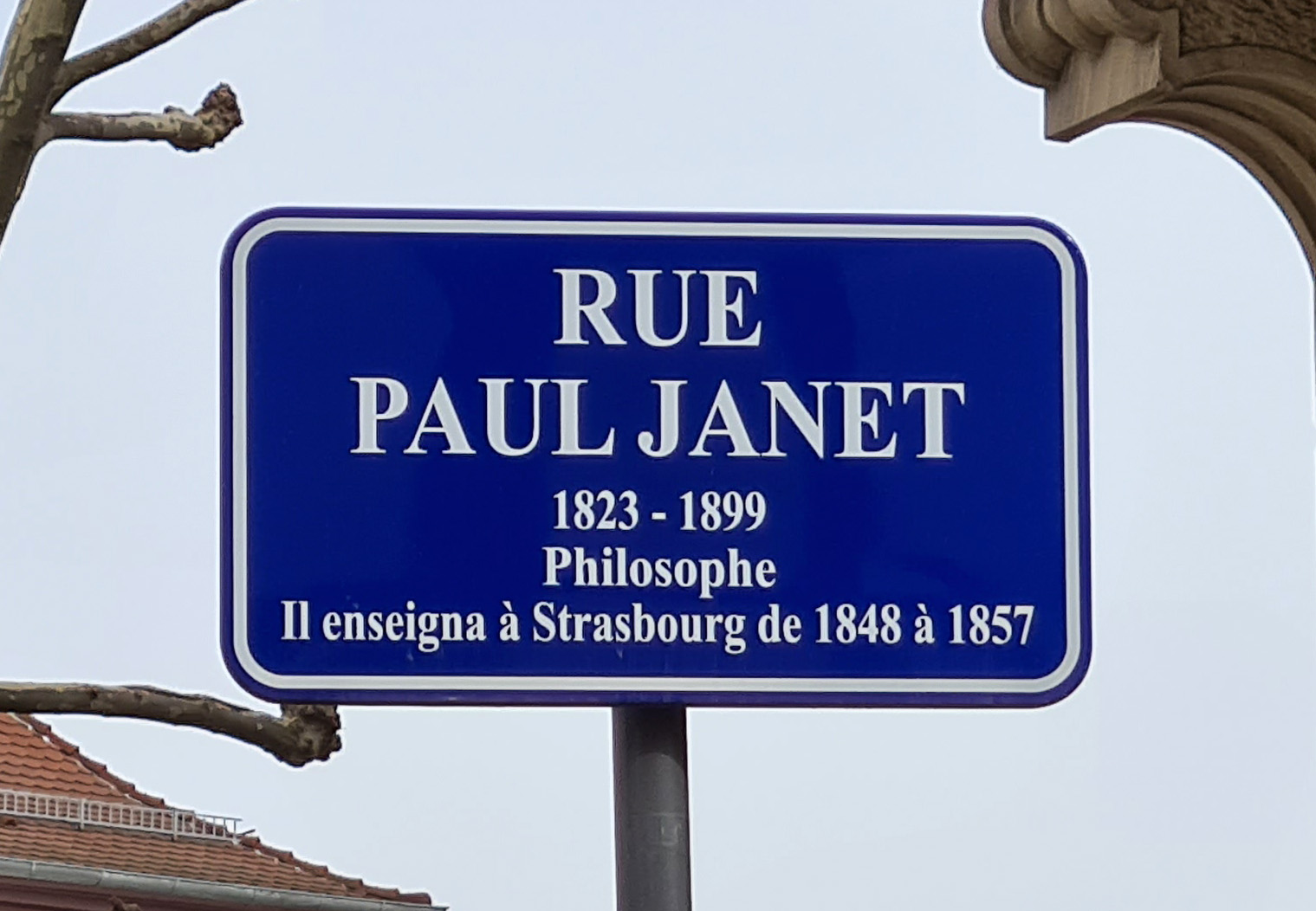
Plaque.

La rue des Bestiaux (ou Vieggasse) conserve ce nom jusqu'en 1908. Elle devient alors le Frankgarten, en l'honneur du banquier Philippe-Jacques de Franck (1715-1780), propriétaire d'un très grand jardin à la Krutenau.
En 1919, la rue reçoit le nom du philosophe Paul Janet (1823-1899), qui enseigna à la faculté des Lettres de Strasbourg de 1848 à 1857.

## Bâtiments remarquables

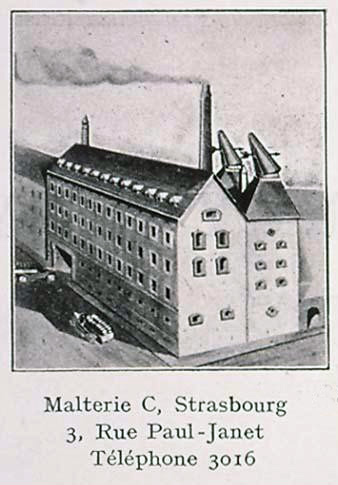
La malterie en 1924 (no 3).

La plupart des immeubles datent du XIXe ou du XXe siècle.
no 2Attestée en 1924, la fabrique de confiserie a été remplacée par une imprimerie vers 1975, puis par des studios.
no 3Construit en 1872, le bâtiment a d'abord abrité la malterie Schrag und Sohne, puis les Grandes Malteries d'Alsace. Après l'arrêt des activités industrielles en 1960, il a été transformé en immeuble à logements. Le rez-de-chaussée est partiellement occupé par un café-bar.
no 6Cette maison d'habitation populaire a été édifiée à partir de 1880. Reconnaissable à l'emblème situé au-dessus du porche — une croix et les initiales VW (Volkswohnungen) —, elle fait partie d'un ensemble, qui s'étend également sur la rue Fritz, construit par Jules Berninger, Gustave Krafft et Maximilian Metzenthin.
no 10L'immeuble, dont l'angle coupé comporte trois balcons, forme le coin avec la rue Fritz.
no 14À l'angle de la rue de l'Abreuvoir, l'édifice, qui abrite un pub, est bordé par une terrasse.

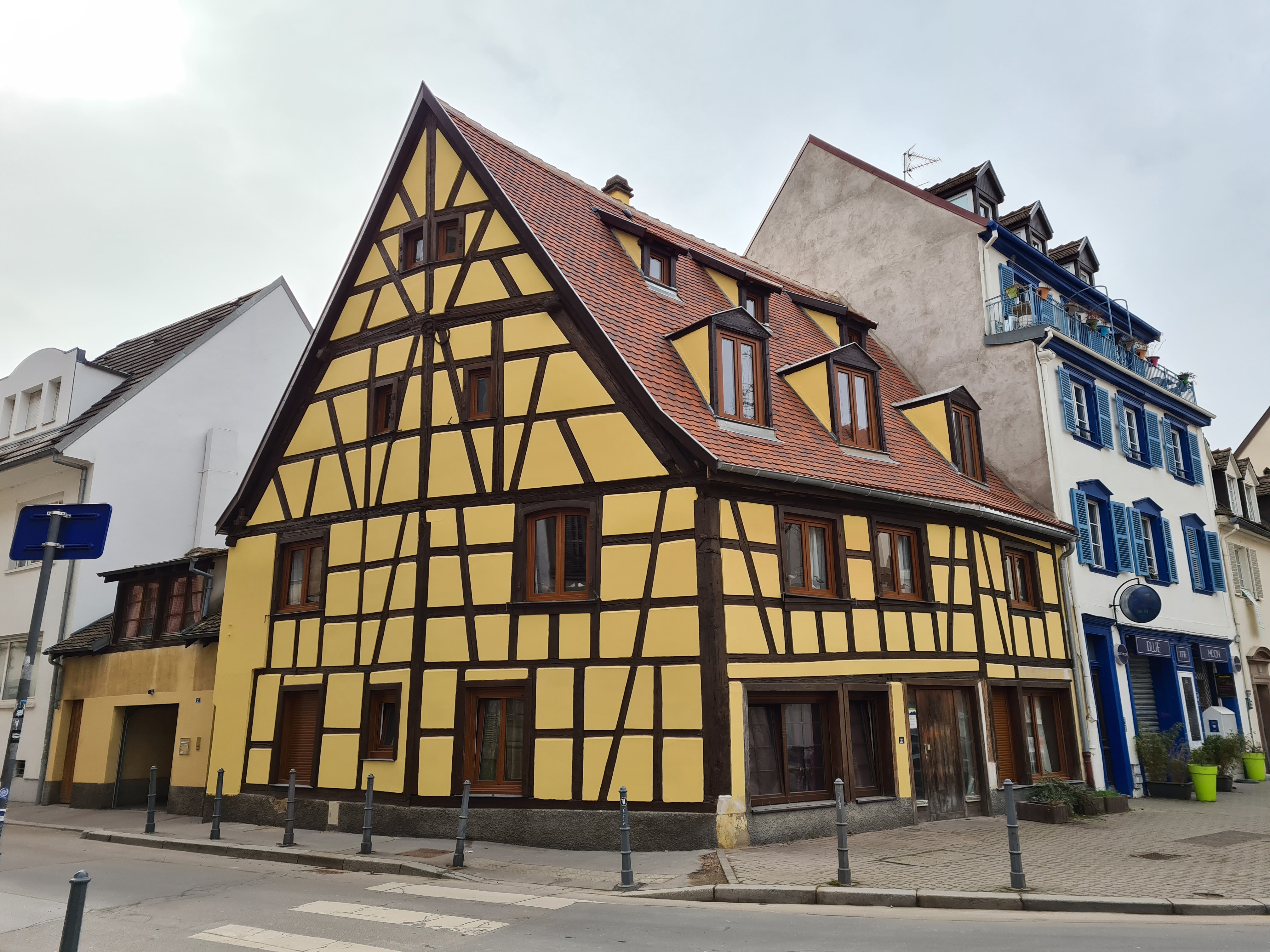
Le no 2a à l'angle de la rue des Poules.
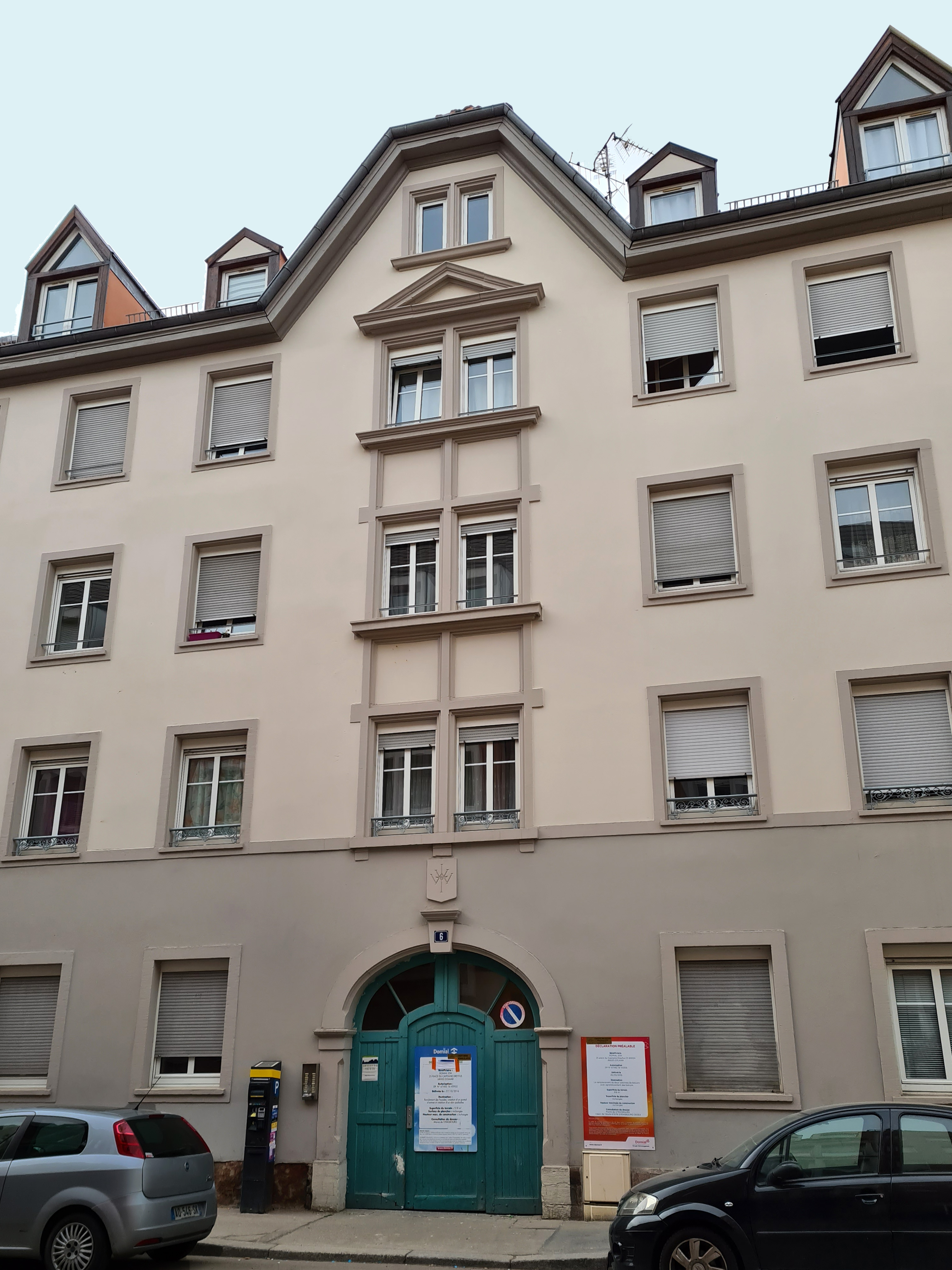
no 6.
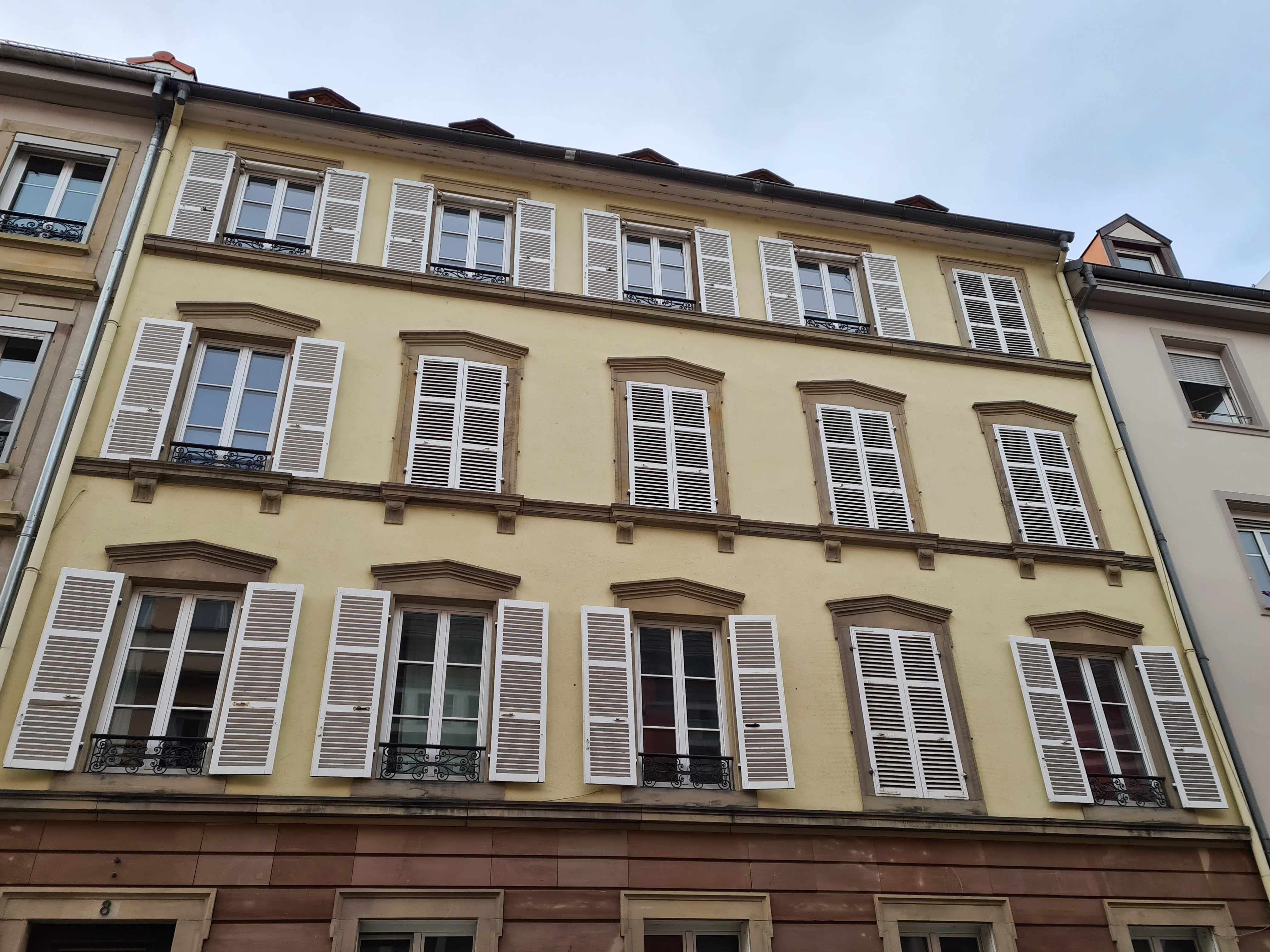
no 8.
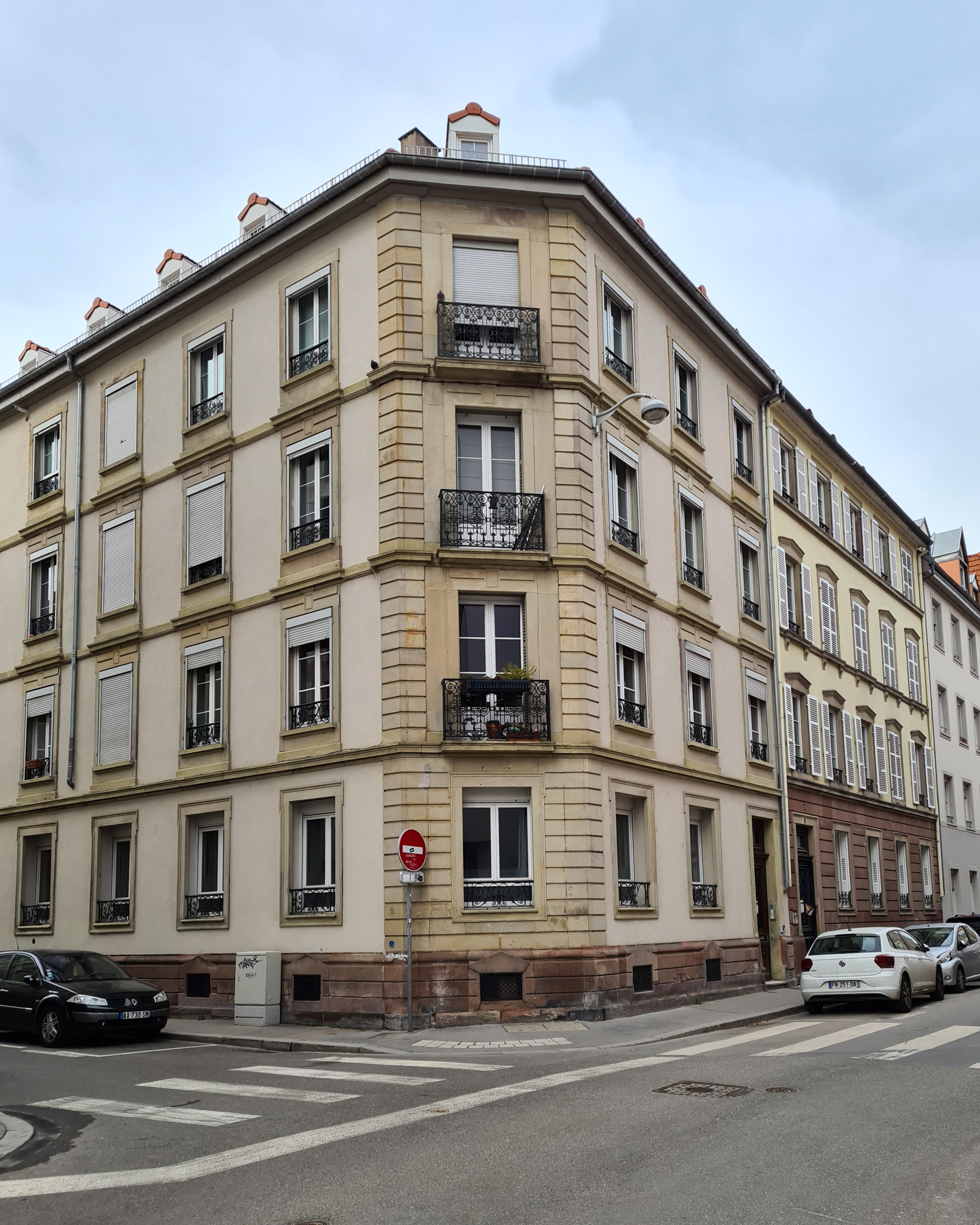
no 10.
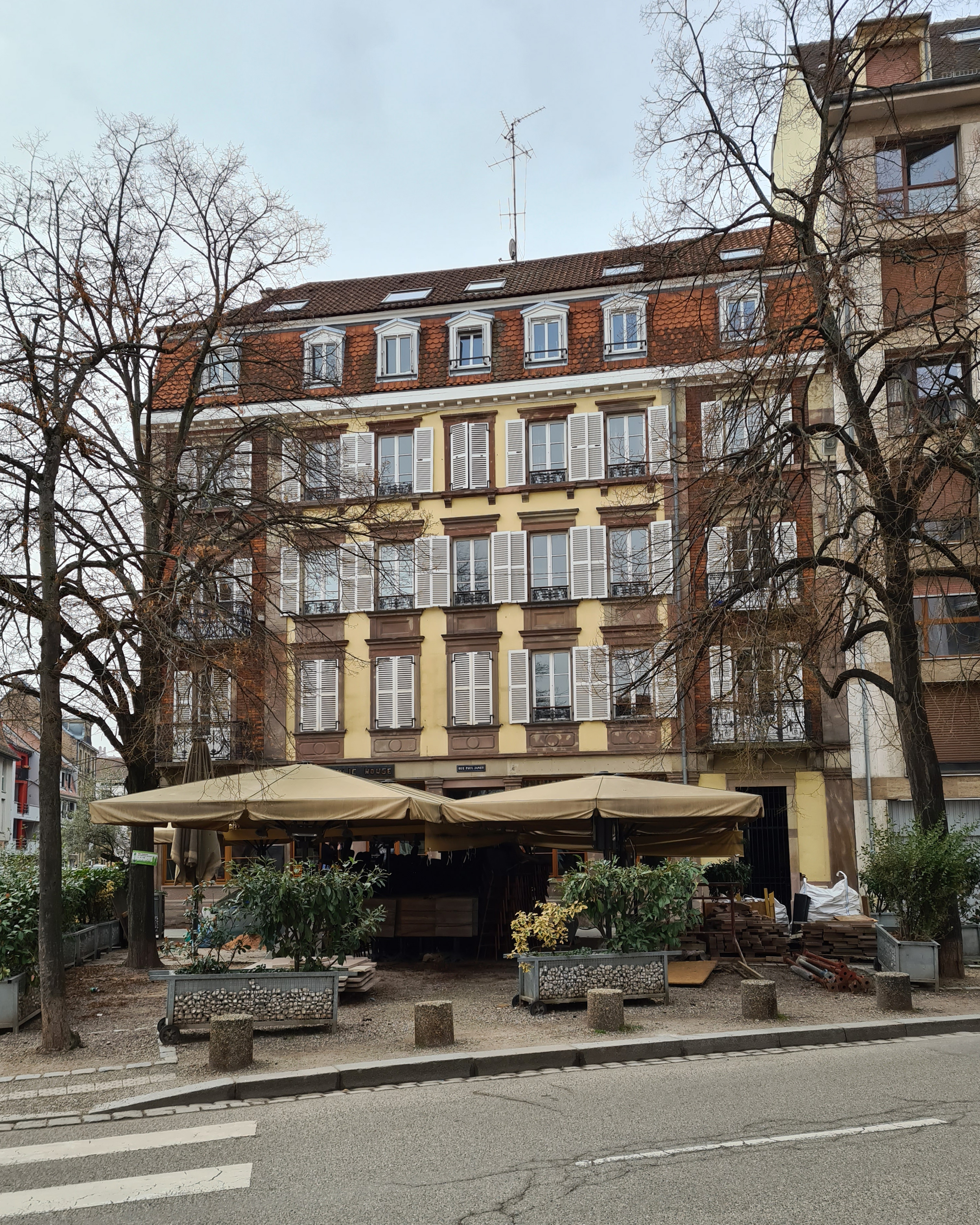
no 14.